# 동아여객
동아여객(東亞旅客)은 경상남도 창원시 진해구 태평로34번길 17 (충무동)에 있는 버스 운송업체이다.

## 역사
시외버스 업체였던 제일여객(第一旅客)의 부도로 2001년 4월 1일에 창업하였다.

## 운행 노선

### 시외버스
2015년 12월 기준이다.
| 운행업체 | 보유 노선수 | 보유 노선수 | 보유 노선수 | 보유 노선수 | 면허 대수 | 면허 대수 | 면허 대수 | 면허 대수 | 면허 대수 | 면허 대수 |
| -------- | ----------- | ----------- | ----------- | ----------- | --------- | --------- | --------- | --------- | --------- | --------- |
| 운행업체 | 노선 합계   | 직행        | 일반        | 고속        | 대수 합계 | 직행      | 일반      | 고속      | 우등      | 예비      |
| 동아여객 | 14          | 5           | 9           | -           | 30        | 22        | 4         | -         | -         | 4         |

- 진해 ~ 웅동 ~ 용원 ~ 거가대로 ~ 거제(고현) (경전고속과 공동운행)
- 진해 ~ 웅동 ~ 용원 ~ 장유 ~ 김해[3]
- 진해 ~ 웅천 ~ 웅동 ~ 용원 ~ 하단 ~ 서부산
- 청안동(해인로즈빌) ~ 용원 ~ 하단 ~ 서부산

### 창원시내버스
- ● 305번: 속천 - 남원로타리 - 공설운동장 - 여좌동사무소 - 진해고등학교 - 중앙시장 - 경화시장 - 덕산동 - 장천주유소 - 웅천동 - 웅동 - 용원휴요양병원 - 용원초등학교 - 용원종점 (일부 시간대에 안골마을 경유, 북항 노선이 존재하며 이 노선은 진해여객과 공동 배차한다.)

## 보유 차량

#### 현대자동차
- 현대 뉴 슈퍼 에어로시티
- 현대 일렉시티
- 현대 유니버스 스페이스 엘레강스
- 현대 뉴 프리미엄 유니버스 엘레강스